# Soera Het Koningschap
Soera Het Koningschap is een soera van de Koran.
De soera is vernoemd naar het koningschap en de heerschappij van God, genoemd in de eerste aya. Verder wordt in de soera gesproken over de beloning die wacht voor de gelovigen en de bestraffing van de ongelovigen. Ook Gods macht wordt beschreven.

## Bijzonderheid
Volgens aya 5 worden lampen (meteoren) gebruikt om duivels (djinns) mee te bekogelen. Iets soortgelijks is te lezen in soera De in de Rangen Behorenden 6-10. Hier worden meteoren sterren genoemd die voorkomen dat duivels luisteren naar de gesprekken (van engelen).